# Wijnbouw in Zwitserland

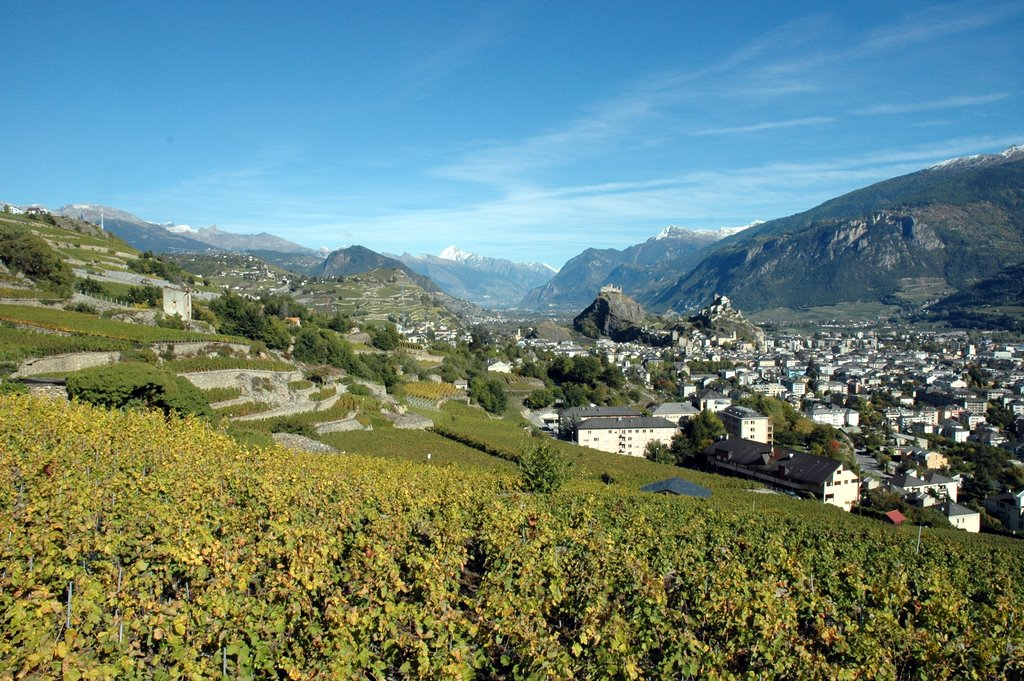
Wijngaarden in Sion

De wijnbouw in Zwitserland concentreert zich voornamelijk rondom het Meer van Genève in kanton Vaud en Genève, in het merendistrict rondom het meer van Neuchâtel in de kantons Neuchâtel, Bern en Fribourg, in het kanton Wallis en in het kanton Ticino.
Ongeveer 0,2% van alle wijn in de wereld wordt in Zwitserland geproduceerd.
Kleinschalige wijnbouwgebieden treft men aan in de kantons Thurgau, Sankt Gallen, Zürich, Schaffhausen, Aargau, Basel-Landschaft, Graubünden en bij het meer van Thun in Bern.
Zwitserse wijn wordt weinig geëxporteerd, hoewel de kwaliteit van enige wijnen voldoende is om de concurrentie op de Europese markt aan te gaan. Het gebeurt regelmatig, zeker in de wijnbouwgebieden in het Duitstalige deel van Zwitserland, dat de wijnbouwer aan het einde van het wijnjaar direct al uitverkocht is. De wijnen worden voornamelijk in Zwitserland gedronken.
Een bijzonder Zwitserse wijn is de zo genoemde Gletsjerwijn.
Jaarlijks wordt er een wijnkoningin gekozen om de consument over de nationale wijn te informeren.

## Druivensoorten
Rondom het Meer van Genève worden voornamelijk witte wijnsoorten geproduceerd van de Chasselas Blanc-druif. Een bekende witte wijn geproduceerd met deze druif is de Dézalay. Overige druiven voor witte wijnen zijn de Pinot Gris, de Pinot Blanc, de Chardonnay en de Riesling. De rode wijnen worden gemaakt van Pinot Noir en Gamay Noir.
In Wallis worden witte wijnen geproduceerd met de chasselas (zoals Fendant), Sylvaner (hier Johannisberg genoemd), Arvine, de Humagne, de Amigne en de Marsanne (lokale naam Ermitage) en de Malvoisie (Pinot Gris). Er worden ook dessertwijnen gemaakt met de Muscat blanc. In Wallis worden rode wijnen geproduceerd met voornamelijk Pinot Noir en enige onbekendere lokale druiven, zoals Humagne Rouge, Cornalin, Mondeuse (lokaal Eyholzer Rote genoemd). Ingevoerd is de Syrah en de Nebbiolo. De bekendere wijn Dôle wordt geproduceerd van voornamelijk Pinot Noir geblend met Gamay.
Rondom de meren van Neuchâtel, Biel, en het Murten worden voornamelijk de Chasselas en de Pinot Noir aangebouwd. Een bekendere wijn uit dit gebied is de Oeil-de-Perdrix een roséwijn van de Pinot Noir.
In Ticino vindt men Merlot, aangevuld met Bondola, Freisa en Barbera. Voor witte wijn is de bodem niet zo geschikt.
In Oost-Zwitserland wordt veel van de wijn met de Müller-Thurgau en de Pinot Noir (onder de naam "Blauburgunder") geproduceerd.

## AOC
De Appellation d'Origine Contrôlée vindt men in:
- Genève (sinds 1988)
- Wallis (1991)
- Neuchàtel (1993)
- Vaud (1995)
- Bern (1996)

In de overige kantons wordt over invoering van een AOC gedacht.